# Yayo Sanz
Santiago Sanz Fraile (Santander, Cantabria, España, 15 de mayo de 1914 - 5 de mayo de 1990), conocido como Yayo, es un exfutbolista español que se desempeñaba como centrocampista.

## Clubes
| Club                          | País   | Año       |
| ----------------------------- | ------ | --------- |
| Real Racing Club de Santander | España | 1934-1936 |
| Unión Deportiva Salamanca     | España | 1940-1942 |
| R. C. Celta de Vigo           | España | 1942-1952 |